# Elena Caragiani-Stoenescu
Elena Caragiani-Stoienescu (13 de mayo de 1887-Bucarest, 29 de marzo de 1929) fue la primera mujer aviadora en Rumania.
Su primer vuelo ocurrió en 1912, acompañada por su instructor de equitación Mircea Zorileanu.